# Fredrik Gunnarsson
Hans Göte Fredrik Gunnarsson (født 4. september 1965 i Oxelösund) er en svensk skuespiller. Han studerede ved Teaterhögskolan i Malmö fra 1992 til 1995.

## Filmografi (udvalg)
- Fucking Åmål (1998)
- Labyrinten (tv-serie, 2000)
- Wallander (tv-serie, 2005-2013)
- Tune for Two (kortfilm, 2011)
- Broen (tv-serie, 2011)
- Som en Zorro (kortfilm, 2012)
- Der burde være regler (2015)
- Fortidens spor (tv-serie, 2017, ukrediteret)
- Greyzone (tv-serie, 2018)
- Beck (tv-serie, 2021)
- Madtanterne (2021)
- The Dark Heart (tv-serie, 2022)
- Solsidan (tv-serie, 2023)
- Veronika (tv-serie, 2024)